# عبد العزيز القرشي

شاعر أردني ولد في قرية أوصرة عام 1923 وكبر حولها حتى أصبح يافعا ثم انتقل إلى السلك العسكري واشتهر باسم «شاعرالسلالم» في المجتمع الأدبي نسبة إلى أرضه جبل السلالم التي مدحها كثيراً في شعره

## شبابه وعمله
دخل الجيش الأردني وحارب في فلسطين وله عدد كبير من الدواوين الشعرية فاقت الثلاثين ديوانا وخصصت وزارة الثقافة جائزة باسمه في إحدى الدورات الثقافية، وقد سلك عدد من أبنائه طريق الشعر منهم الشاعر راتب القرشي والصحفي جميل القرشي والأديبة إنعام القرشي.

## وفاته
توفي عام 2014 في عمان.